# Siakierauszczyna (przystanek kolejowy)
Siakierauszczyna (biał. Сякераўшчына, ros. Секеровщина) – przystanek kolejowy w pobliżu miejscowości Skaby i Siakierauszczyna, w rejonie połockim, w obwodzie witebskim, na Białorusi. Położony jest na linii Newel - Połock.